# 阿芬
阿芬是德国巴伐利亚州的一个市镇。总面积44.82平方公里，总人口5333人，其中男性2701人，女性2632人（2011年12月31日），人口密度119人/平方公里。